# Allenbatrachus
Genre
Allenbatrachus est un genre de poissons de la famille des Batrachoididae, comprenant trois espèces de l'Indo-Pacifique.

## Liste des espèces
Selon GBIF (9 juin 2021) et World Register of Marine Species (9 juin 2021) :
- Allenbatrachus grunniens (Linnaeus, 1758)
- Allenbatrachus meridionalis Greenfield & Smith, 2004
- Allenbatrachus reticulatus (Steindachner, 1870)

## Publication originale
- (en) David W. Greenfield, « Allenbatrachus, A New Genus of Indo-Pacific Toadfish (Batrachoididae) », Pacific Science, vol. 51, no 3,‎ 1997, p. 306-313 (lire en ligne [PDF], consulté le 9 juin 2021)